# Линия Гламорганской долины
Линия Гламорганской долины (англ. Vale of Glamorgan Line) — железная дорога европейской колеи, соединяющая Кардифф с международным аэропортом и городами долины Гламорган. Принадлежит «Network Rail» и является частью «Пригородных железных дорог Кардиффа». Управляется  оператором «Arriva Trains Wales», осуществляющим на линии пассажирское движение.

## История

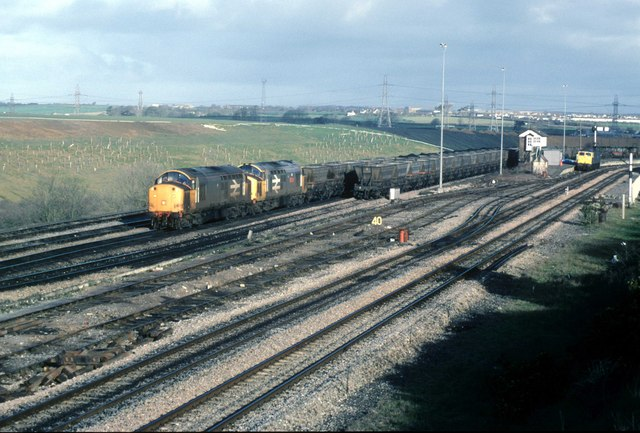
Поезда с углём возле электростанции Аберсоу. 1987 г.

«Железная дорога Гламорганской долины» (Vale of Glamorgan Railway) была создана на основании  парламентского акта от 26 августа 1889 г. Акт был принят стараниями владельцев угольных шахт, располагавшихся возле Бриджента. Ближайший к Бридженту морской порт — Порткоул — не соответствовал требованиям угольной промышленности, и местные предприниматели пожелали соединить свой город с быстро растущим портом Барри. «Железная дорога Барри» (Barry Railway Company), соединявшая Барри с шахтами, находившимися в долине Ронта, что вокруг Понтиприта, и принимавшая участие в управлении портом, озаботилась возможной конкуренцией со стороны новой железнодорожной линии и достигла соглашения с бриджентскими шахтами, что станет работать с «Железной дорогой Гламорганской долины», если 60 % прибыли последней будет доставаться «Железной дороге Барри».

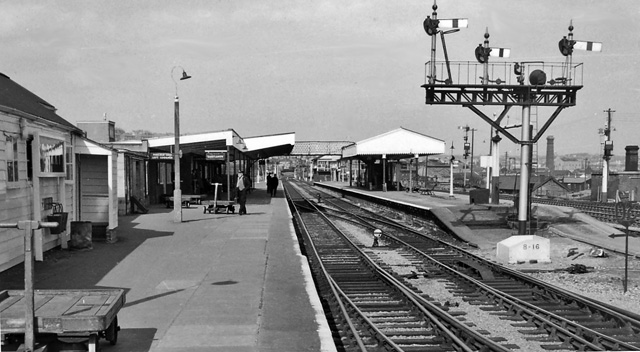
Прежний вид станции «Барри». 1962 г.

Первоначально возникли проблемы с привлечением капитала для строительства новой линии, и «Железной дороге Барри» пришлось гарантировать акционерам «Железной дороги Гламорганской долины» 4-x процентный доход из своих собственных средств. Гарантии были оформлены внутренним постановлением «Железной дороги Барри» (Barry Railway Company Act) в 1893 г. С этого времени «Железная дорога Гламорганской долины», открывшаяся для движения 1 декабря 1897 г., окончательно превратилась в дочернее общество «Железной дороги Барри», хотя формально продолжала считаться независимой и в совет её директоров входило всего 4 представителя материнской компании. Такое положение дел продолжалось до 1922 г., когда обе линии перешли под контроль «Большой западной железной дороги».
«Железная дорога Гламорганской долины» обслуживала угольные шахты и месторождения известняка, разбросанные по всей долине, а с 1 сентября 1939 г. — т.е., с того дня, когда началась Вторая мировая война, — базу Королевских военно-воздушных сил в Сент-Этене. Движение на западном участке линии, между Ллантуитом-Мейджером и Бриджентом, было невелико, что привело в 1961 г. к закрытию первой станции на дороге — «Саузерндаун-Роуд» (Southerndown Road), — а в 1963 г. к предложению др. Бичинга закрыть всю линию целиком. В июне 1964 г. пассажирские поезда прекратили курсировать по «Железной дороге Гламорганской долины», но выход на полную мощность в 1971 г. электростанции Аберсоу (Aberthaw power station) спас линию от разрушения: поезда с углём ходили до электростанции регулярно.
В конце XX столетия выросла загруженность Кардиффского международного аэропорта и прилегающие к нему шоссе перестали справляться с трансфером пассажиров. Чтобы как-то исправить ситуацию, Министерство транспорта Великобритании рекомендовало в 2003 г. возобновить пассажирское движение по «Линии Гламорганской долины» и возвести на ней новую станцию, связанную с аэропортом автобусами. Все необходимые работы, для проведения которых товарное движение перевели на ночной график, были завершены в начале лета 2005 г., и 12 июня того же года по обновлённой железной дороге прошёл первый дизель-поезд.

## Маршрут

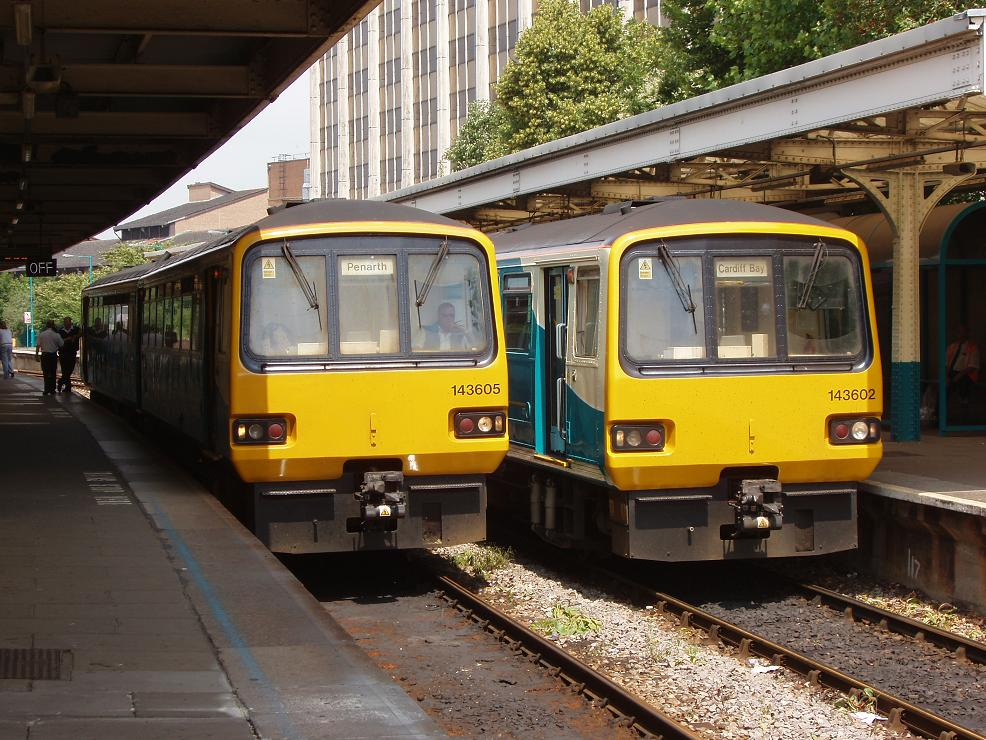
Станция «Кардифф—Куин Стрит». Дизель-поезд BRC 143, что слева, следует до Пенарта.

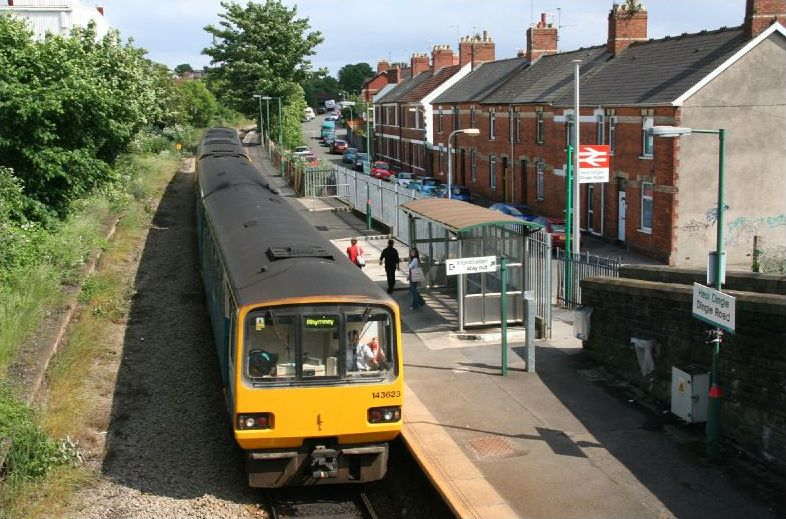
«Дингл-Роуд»

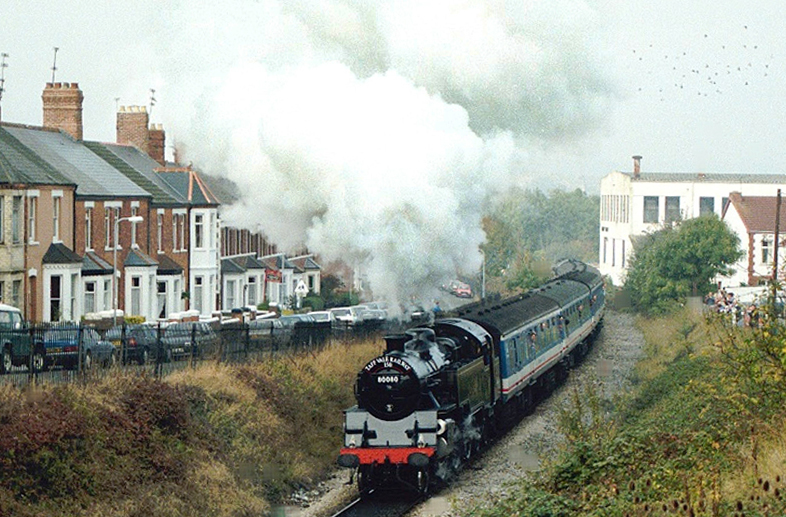
Пенарт

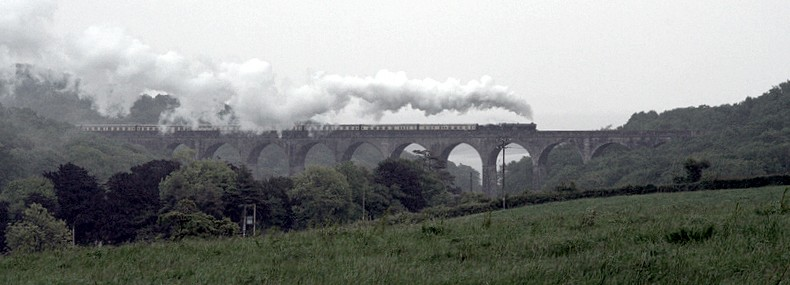
Виадук Порткерри. Поезд, ведомый паровозом GWR 6000.

- «Кардифф-Куин Стрит» — станция в центре Кардиффа. Одна из самых загруженных в городе и во всём Уэльсе. Несколько раз серьёзно перестраивалась. Последний раз — в 1973 г. Здесь сходятся все пригородные железные дороги Кардиффа.
- «Кардифф-Центральный» — в центре Кардиффа. Самая загруженная станция Уэльса и крупный транспортный узел, где пригородные железные дороги Кардиффа соединяются с «Южно-Уэльской главной линией» и находится «Кардиффский центральный автовокзал». Открыта в 1850 г. и несколько раз меняла название.
- Мост через реку Таф.
- «Городская линия» на Радур.
- Гренджтаун — открыта в 1882 г. Оборудована островной платформой в 1901 г.
- Мост через реку Элай.
- Ветка на Пенарт с двумя станциями:
  - «Дингл-Роуд» (Dingle Road) — открыта в 1904 г. как вторая станция в пределах Пенарта.
  - Пенарт — открыта в 1878 г.
- Когэн — открыта в 1878 г.
- Когэнский тоннель.
- «Истбрук» (Eastbrook) — открыта в 1986 г.
- Динас Поуис.
- Кэдокстон.
- Порт Барри — станция открыта в 1889 г.
- Барри — отсюда идёт ветка на остров Барри с одноимённой станцией.
- Виадук Порткерри (Portkerry Viaduct).
- «Руз — Кардиффский международный аэропорт» — станция закрыта в 1964 г. и вновь открыта в 2005. Прежде носила название «Руз». Обслуживает город Руз и Кардиффский международный аэропорт, до которого от станции проложен бесплатный автобусный челночный маршрут.
- Ветка к электростанции Аберсоу.
- Ветка к цементному заводу в Аберсоу.
- Ллантуит-Мейджор.
- Ветка к заводу автомобильных двигателей компании «Форд».
- Бридженд — крупная узловая станция, где «Линия Гламорганской долины» соединяется с «Южно-Уэльской главной линией» и железной дорогой до Майстега. Построена Изамбардом Кингдомом Брюнелем и открыта 18 июля 1850 г.

## Современное состояние и планы
Пассажирское движение на линии осуществляет компания «Arriva Trains Wales», принадлежащая «Германским железным дорогам АГ». Грузовое — «DB Schenker», также находящийся под контролем Германских железных дорог, и британский «Freightliner».
В 2014—2019 гг. «Линию Гламорганской долины» вместе с другими железными дорогами Южного Уэльса планируется перевести на электрическую тягу с одновременным увеличением пропускной способности станций.